# Crepidium bahanense
Crepidium bahanense är en orkidéart som först beskrevs av Hand.-mazz., och fick sitt nu gällande namn av Sing Chi Chen och Jeffrey James Wood. Crepidium bahanense ingår i släktet Crepidium, och familjen orkidéer. Inga underarter finns listade i Catalogue of Life.